# Ниела Танаро
Ниѐла Та̀наро (на италиански: Niella Tanaro; на пиемонтски: Niela Tane, Ниела Тане) е село и община в Северна Италия, провинция Кунео, регион Пиемонт. Разположено е на 371 m надморска височина. Населението на общината е 1060 души (към 2010 г.).